# Baloncesto en Argentina
El básquetbol en Argentina comenzó a practicarse en 1910 y tiene un considerable desarrollo en todo el país,  constituyendo uno de los deportes con mayor cantidad de público y deportistas, luego del fútbol. Los máximos logros del básquet argentino son el Campeonato Mundial de 1950 y la Medalla de Oro olímpica en los Juegos Olímpicos de 2004. Argentina, Yugoslavia y la Unión Soviética -los últimos dos ya desaparecidos- son los únicos tres países del mundo que han logrado obtener una medalla de oro olímpica además de Estados Unidos. También salió subcampeona en los campeonatos mundiales de 2002 y 2019, obtuvo la medalla de bronce en los Juegos Olímpicos de Beijing 2008 y la medalla de plata en los Juegos Panamericanos de 1951.
La Selección Argentina de baloncesto es la única selección de América Latina en conquistar la quíntuple corona: Campeona del Mundo, Campeona Olímpica, Campeona del FIBA Diamond Ball o Copa de Confederaciones de la FIBA, Campeona de América y Campeona Panamericana. Además, es 13 veces Campeona Sudamericana.
Argentina organiza la competición de clubes de básquet en un torneo anual denominado Liga Nacional de Básquet (LNB), organizada por la Asociación de Clubes en sus dos máximas categorías. La tercera división y los torneos provinciales que nutren de equipos a estas competencias son organizadas por la Confederación Argentina de Básquetbol (CABB), la que a su vez tiene a cargo la organización de la selección nacional.
Entre los baloncestistas destacados del básquet argentino se encuentran Emanuel "Manu" Ginóbili -considerado el mejor jugador de la historia del básquet argentino-, Oscar Furlong y Ricardo González, ambos integrantes de la selección campeona del mundo de 1950, Alberto Pedro "Beto" Cabrera, Ricardo Alix, Héctor Pichi Campana, Marcelo Milanesio, Miguel Cortijo, Luis Scola, Andrés Nocioni, Hugo Sconochini, Fabricio Oberto, Juan Ignacio Pepe  Sánchez, Alejandro Montecchia, Walter Herrmann, Carlos Delfino, Pablo Prigioni, entre otros.

## Historia

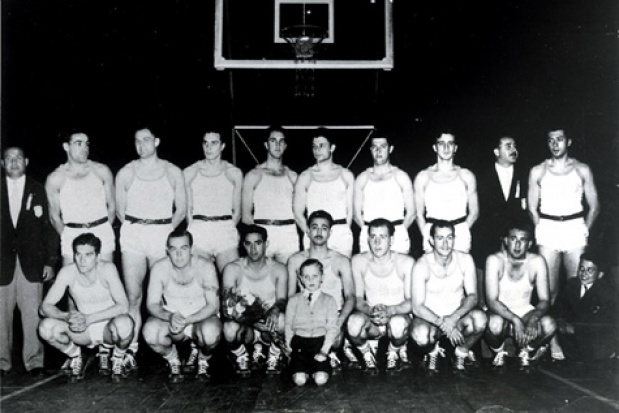
Argentina fue el primer campeón mundial de básquet en 1950.

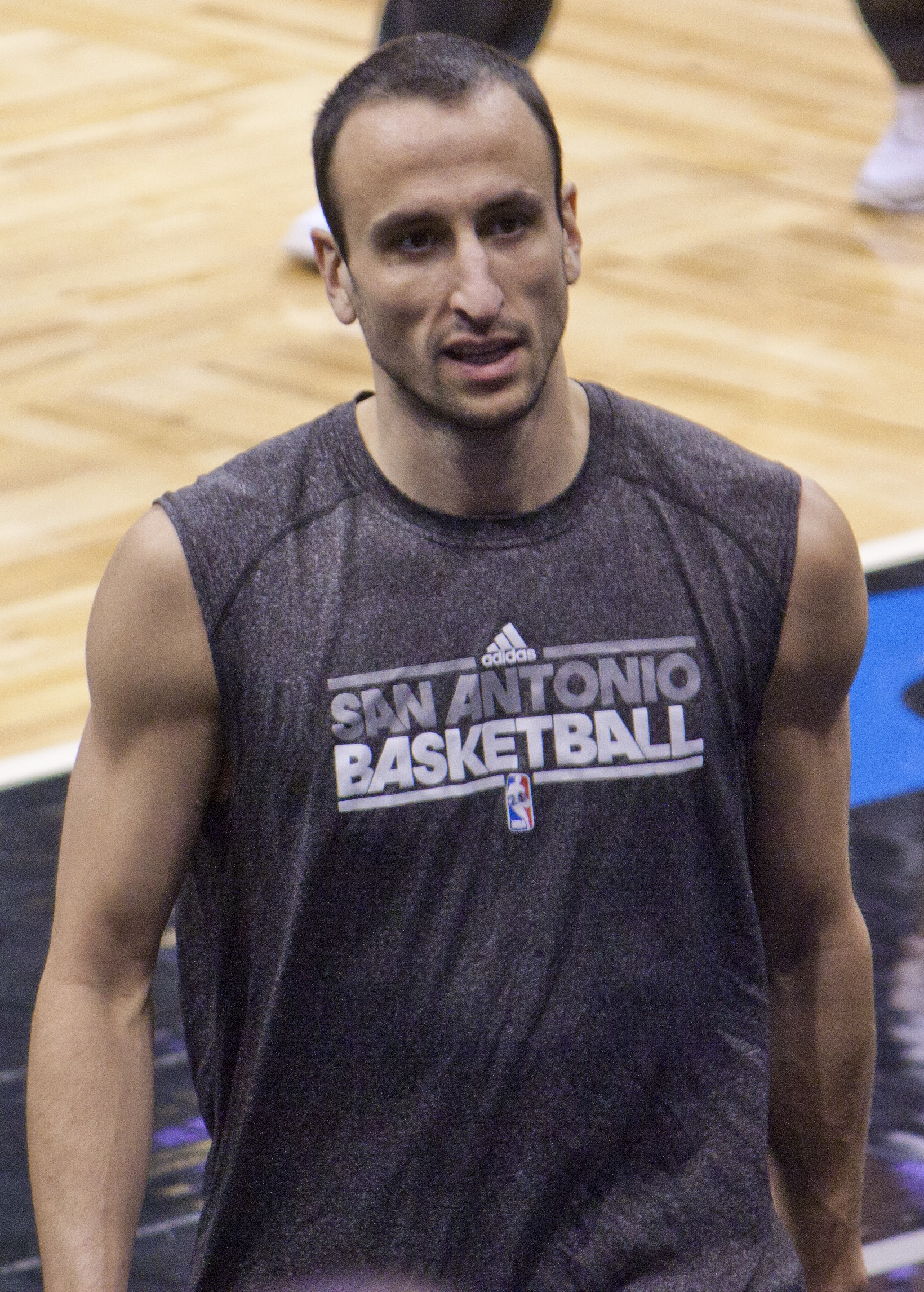
Manu Ginóbili.

El básquet fue introducido en Argentina en 1910. Los primeros en jugarlo fueron integrantes de la tripulación de varios barcos estadounidenses llegados a la ciudad de Bahía Blanca aquel año. El primer partido jugado en suelo argentino se disputó el 21 de mayo de 1910 en esa ciudad del sur bonaerense.
 En 1912, en la Asociación Cristiana de Jóvenes (YMCA) el profesor canadiense Paul Phillip comenzó a organizar la práctica del deporte en la sede que esa asociación tenía en Buenos Aires, en Paseo Colón 161.
Los primeros clubes fueron YMCA, Hindú e Independiente. Luego se sumarían Ñaró, Estudiantes de La Plata y River Plate. Además de Buenos Aires, el básquet alcanzó gran desarrollo en las ciudades de Bahía Blanca y Córdoba.
En 1930 se realizó el primer Campeonato Sudamericano, en el que Argentina salió subcampeón escoltando a Uruguay. En 1936 se realizó el primer Campeonato de Clubes del país, en el que competían los campeones de cada región.
En 1950 Argentina ganó el primer campeonato mundial -jugado en ese país- destacándose el jugador Oscar Furlong. En 1952 terminó en cuarto lugar en los Juegos Olímpicos de Helsinki. El básquet argentino ingresó en un largo período de postergación luego del golpe de Estado de 1955, cuando 35 jugadores del plantel campeón del mundo fueron expulsados debido a sus ideas políticas de simpatía con el peronismo, conformando lo que se ha llamado "la generación borrada".
La recuperación del básquet argentino coincidió con la recuperación de la democracia a fines de 1983, creándose al año siguiente la Liga Nacional de Básquet (LNB), que lo hizo recuperar y ganar en popularidad nuevamente. La Liga Nacional estableció un nuevo sistema de competición de clubes, impulsado principalmente por León Najnudel, denominado Liga Nacional de Básquet (LNB) que impulsó el desarrollo del básquet en todo el país.
La irrupción de Emanuel Ginóbili en la NBA, y las grandes actuaciones de la Selección Argentina a nivel internacional, contribuyeron a un mayor seguimiento por parte del público. En 2002, la Selección dirigida por Rubén Magnano alcanzó la final del Campeonato Mundial en Indianápolis, el cuarto lugar en el Campeonato Mundial Japón 2006, la medalla de oro en los Juegos Olímpicos de Atenas 2004 (el título más importante de su historia) y la de bronce en los Juegos Olímpicos de Pekín 2008. A toda esa camada de basquetbolistas argentinos que en el lapso de más de 15 años consiguieron para la Selección nacional gran cantidad de medallas de oro, plata y bronce en todos los torneos de mayor relevancia organizados por la FIBA y COI (como ser Juegos Olímpicos, Mundial, FIBA Diamond Ball y Campeonato FIBA Américas) se la conoce como La Generación Dorada, siendo considerada por algunos como "el mejor equipo de la historia del deporte argentino".
A nivel clubes, los equipos argentinos son de los más laureados en Latinoamérica. Se destacan los títulos internacionales de Obras Sanitarias en la Copa Intercontinental FIBA en 1983, los Campeonatos Panamericanos de Clubes de 1996 y de 2000 obtenidos por Atenas de Córdoba y Estudiantes de Olavarría respectivamente, la participación de Atenas en el Open McDonald's de 1997 (finalizando 3ro.), las dos Ligas de las Américas de Peñarol de Mar del Plata y de San Lorenzo de Almagro, el título de Regatas de Corrientes en el mismo certamen, y los títulos de Quimsa en las Ligas de Campeones de las Américas de 2019-20 y de 2023-24. 
En cuanto a la Liga Sudamericana de Baloncesto, al día de hoy los equipos argentinos la ganaron en 13 ocasiones, siendo campeones Atenas de Córdoba (3 veces), Libertad de Sunchales (2 veces), Regatas Corrientes (2 veces), Olimpia de Venado Tuerto, Estudiantes de Olavarría, Ben Hur de Rafaela, Obras Sanitarias, Quimsa, e Instituto de Córdoba.
Además, clubes argentinos como Ferro (3 veces), Atenas (2 veces), Boca (3 veces) e Independiente de General Pico (una vez) ganaron el extinto Campeonato Sudamericano de Clubes Campeones.